# Kasteel Darfeld
Het Kasteel Darfeld (Duits Schloss Darfeld) is een Duitse waterburcht bij Darfeld in Noordrijn-Westfalen.
Het kasteel werd gebouwd tussen 1612 en 1616 door de beeldhouwer en architect Gerhard Gröninger, op de fundamenten van het 13e-eeuwse Huis Darfeld.
Het gebouw, opgetrokken in geel zandsteen, zou oorspronkelijk als een achtvleugelig gebouw in Barokke stijl worden uitgevoerd. Door onenigheid tussen de opdrachtgever, ridder Jobst von Vörden, en de architect, kwam dit niet tot stand. Slechts twee van de acht vleugels werden opgericht. Vermoedelijk door geldproblemen wisselde het kasteel in korte tijd geregeld van eigenaar, tot het in 1680 in handen kwam van de familie Droste zu Vischering. De door Paus Paulus VI zalig verklaarde non Maria van Goddelijk Hart (eigenlijk: Maria gravin Droste zu Vischering (1863-1899)) bracht haar jeugd door op Darfeld.
In 1899 werd het kasteel bij een brand zwaar beschadigd. Het werd in 1904 door architect Hermann Schaedtler herbouwd, deels in oorspronkelijke stijl, deels met nieuwe elementen uit de neorenaissance.
Kasteel Darfeld is een van de kastelen in de '100-Schlösser-Route' door het Münsterland. Het is particulier bezit en niet van binnen te bezichtigen.

## Afbeeldingen

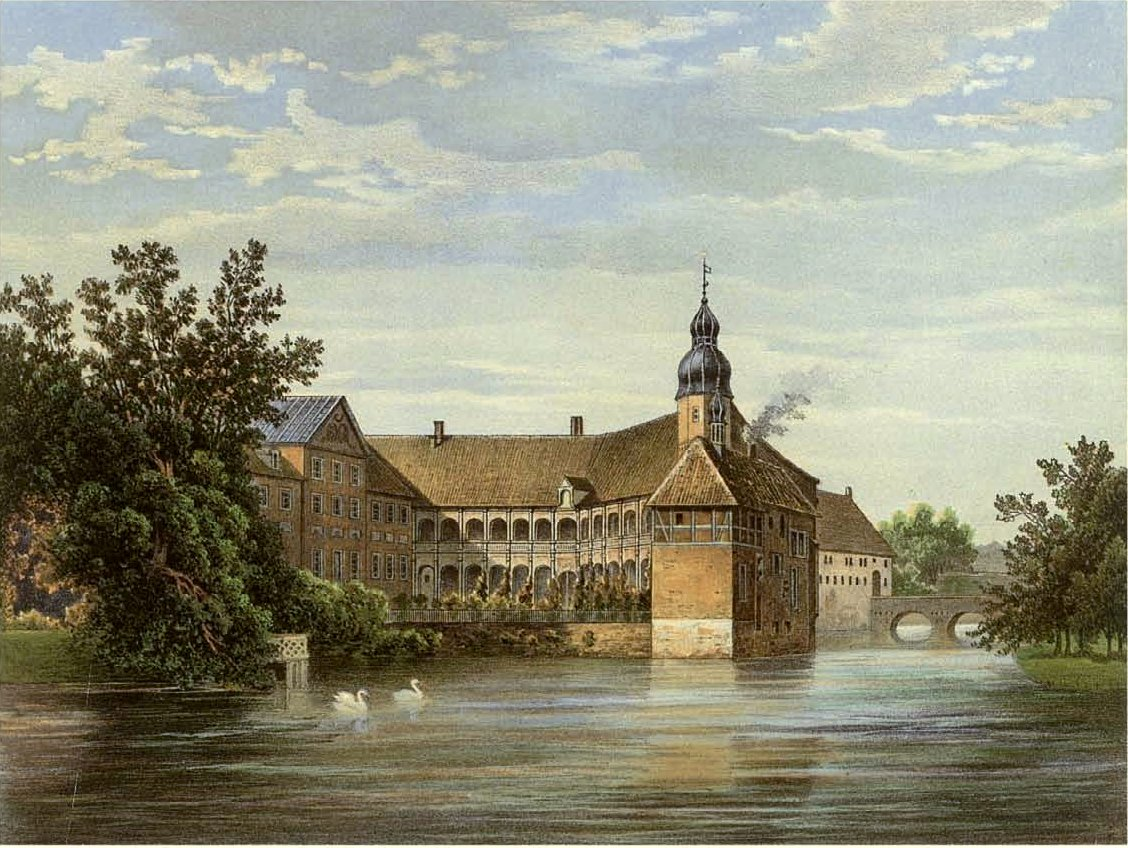
Kasteel Darfeld rond 1860
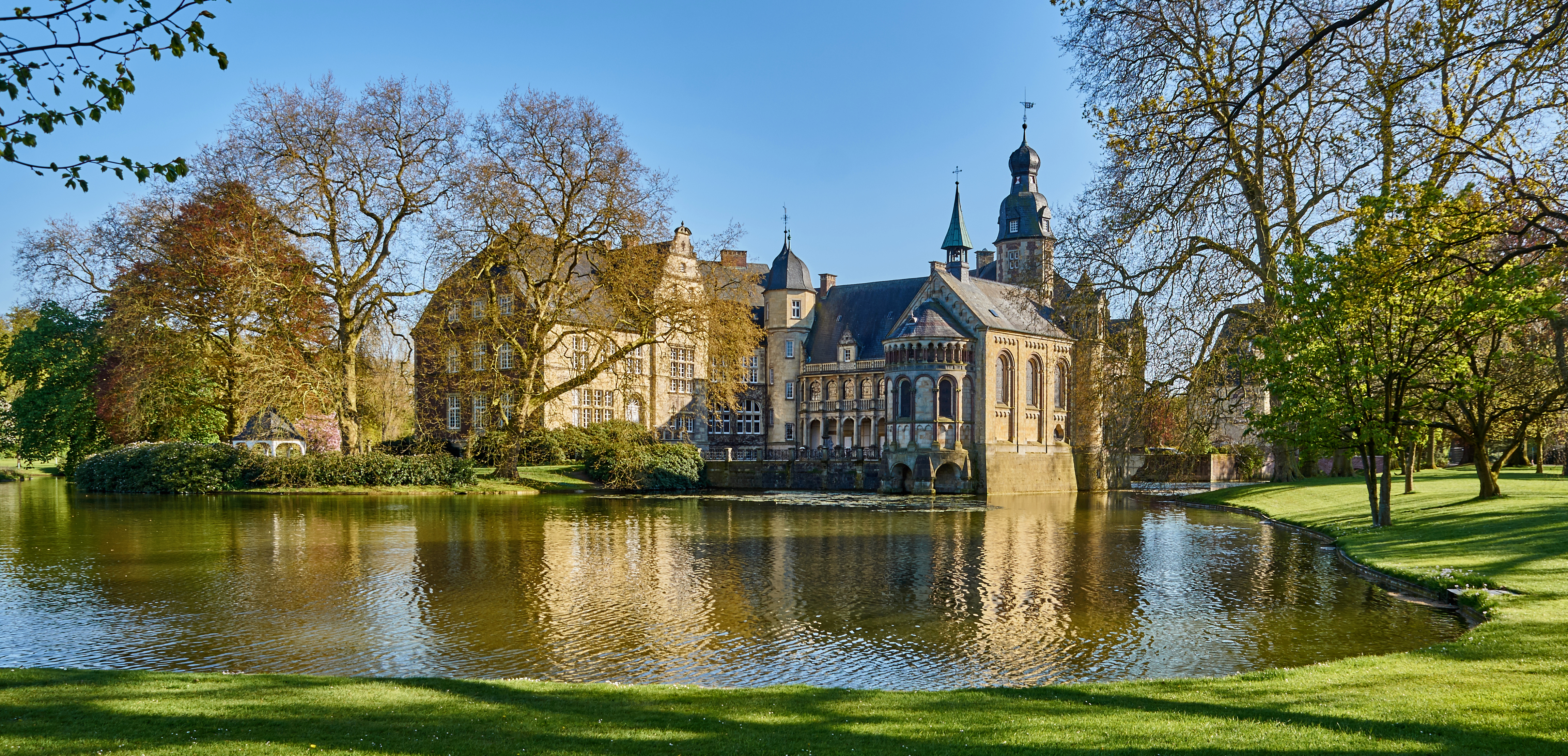
Kasteel Darfeld rond 2016